# Сабырово
Сабы́рово (баш. Һабыр) — село в Зилаирском районе Башкортостана России, административный центр Сабыровского сельсовета.

## География
Расположен в южной части башкирского Урала, в пределах Зилаирского плато, на реке Сабыровке.

### Географическое положение
Расстояние до:
- районного центра (Зилаир): 35 км,
- ближайшей железнодорожной станции (Сибай): 125 км.

## История
Согласно справочнику «История административно-территориального деления Республики Башкортостан (1708—2001): сб. док. и материалов», 5 ноября 1928 г. на заседании Президиума Башкирского Центрального Исполнительного Комитета решался вопрос об установлении центра Сабыровской волости Зилаирского кантона в пользу села Сабырово.
Из протокола № 67:
ПОСТАНОВИЛИ: В отмену постановления Президиума БЦИК от 6 апреля 1927 г. центр Сабыровской волости Зилаирского кантона установить в д. Сабырово
.

## Население
| 2002 | 2009 | 2010 |
| ---- | ---- | ---- |
| 596  | ↗603 | ↘527 |

### Национальный состав
Согласно переписи 2002 года, преобладающая национальность — башкиры (99 %).

## Инфраструктура
Дом культуры.

## Религия
В селе есть мечеть Гульназ.

## Известные уроженцы, жители
- Абсалямов Салават Сабирьянович (1954—2005) — советский российский физик. Доктор физико‑математических наук (2005).